# Elisabeth Sereda
Elisabeth Sereda, geboren in Wien, ist eine österreichische Journalistin. Sie lebt seit Jahrzehnten in Kalifornien und ist auf die Berichterstattung über Filmpersönlichkeiten spezialisiert.

## Ausbildung
Nach eigenen Angaben besuchte sie die Universität Wien und die School of Life.

## Journalistisches Schaffen
Sereda arbeitete als Journalistin sowohl für Printmedien, darunter die Magazine Diva oder CALL, die deutsche Cosmopolitan und die österreichischen Tageszeitungen Kurier und Kronen Zeitung. Weiters war sie auch für Radiostationen tätig. Besonders bekannt wurde sie als "Hollywood-Korrespondentin" für den österreichischen Radiosender Ö3. Diese Tätigkeit endete im Jahr 2008.
Im Juni 2025 veröffentlichte der Kurier einen Artikel von ihr über Clint Eastwood, der den Anschein eines Interviews erweckte. Da Clint Eastwood schon einige Zeit lang keine Interviews gegeben hatte, übernahmen internationale Medien diesen Artikel vom Kurier. Clint Eastwood distanzierte sich allerdings von dem Artikel - unter Berufung eben darauf, dass er Sereda kein Interview gegeben habe. 
Kurier-Chefredakteur Martin Gebhart beendete die Zusammenarbeit mit ihr. "Da das nicht den Qualitätskriterien des 'Kurier' entspricht, werden wir künftig nicht weiter mit ihr zusammenarbeiten", so Gebhart.
Inzwischen wurde bekannt, dass Sereda den Artikel aus Elementen teilweise älterer Gruppeninterviews mit Eastwood zusammen gesetzt, aber nicht konkret behauptet hatte, es handle sich um ein aktuelles Interview. Die Angelegenheit blieb tagelang in Österreich sowie auch international medial interessant. Sogar die New York Times berichtete.
Alexander Warzilek, Geschäftsführer des für Medienethik zuständigen Österreichische Presserates, gab am 4. Juni 2025 bekannt, dass zu dieser Sache mehrere Beschwerden eingegangen seien. Der Senat 3 des Presserates werde sich mit der Sache beschäftigen.

## Festivals
Sereda bezeichnet sich selbst als künstlerische Leiterin des Alta Badia Film Festivals. Auf der Homepage des Alta Badia Art & Film Festival (ABAFF) wird sie als Product Manager geführt.
Im Jahr 2024 fungierte Sereda als Co-Host des CALL Festivals auf Schloss Leopoldskron.
Weiters gibt sie selbst an, sie wäre Artistic Director des 2025 Bad Aussee Film Festival sowie Lead producer der New Orleans Film Society Gala 2018 gewesen. Zu diesen Angaben sind derzeit noch keine validen Quellen bekannt. 

## Auszeichnungen
Das Filmportal IMDB führt an, Sereda wäre dreimal für den ICG-Award der International Cinematographers Guild nominiert worden.

## Ehrenamt
Sereda war Mitglied der Hollywood Foreign Press Association (HFPA), Mitglied des Board of Directors und der Jury, die jährlich die Film- und Fernsehauszeichnung Golden Globe Award verleiht.

## Bücher
- Elisabeth Sereda (Herausgeberin). Starportrait: 15 Gespräche mit Hollywoodstars. Libro-Verlag. Guntramsdorf. 1999.[12] ISBN 385494201X
- Elisabeth Sereda. Jenseits von Glanz und Glamour: Hollywood backstage. Egoth-Verlag. Wien. 2007. ISBN 9783902480323
- Elisabeth Sereda. Casket Girls: A Novel. Archway Publishing. ISBN 9781665760553